# Taggen
För andra betydelser, se Taggen (olika betydelser).
Taggen är en sjö i Åtvidabergs kommun i Östergötland och ingår i Söderköpingsåns huvudavrinningsområde. Sjön har en area på 1,06 kvadratkilometer och ligger 61,3 meter över havet.

## Delavrinningsområde
Taggen ingår i det delavrinningsområde (646489-152603) som SMHI kallar för Utloppet av Taggen. Medelhöjden är 83 meter över havet och ytan är 7,31 kvadratkilometer. Det finns ett avrinningsområde uppströms, och räknas det in blir den ackumulerade arean 17,07 kvadratkilometer. Vattendraget som avvattnar avrinningsområdet har biflödesordning 2, vilket innebär att vattnet flödar genom totalt 2 vattendrag innan det når havet efter 58 kilometer. Avrinningsområdet består mestadels av skog (75 procent). Avrinningsområdet har 1,36 kvadratkilometer vattenytor vilket ger det en sjöprocent på 18,6 procent.